# Neoneura sylvatica
Neoneura sylvatica är en trollsländeart som beskrevs av Hagen in Selys 1886. Neoneura sylvatica ingår i släktet Neoneura och familjen Protoneuridae. Inga underarter finns listade i Catalogue of Life.

## Bildgalleri

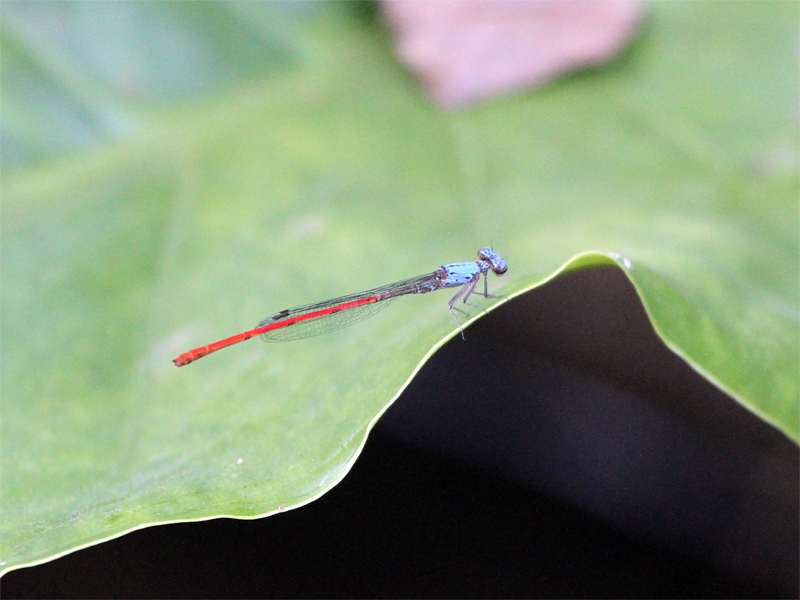